# ヴァレリー・ダラム
ヴァレリー・L・ダラム（Valerie L. Durham、1957年10月28日 - 2013年12月6日）は、アメリカ合衆国の日本文学研究者。東京経済大学助教授、専修大学教授などを歴任した。

## 経歴
ニューヨーク州ブルーム郡エンディコットに生まれ、1976年にヴェスタ・ハイスクール (Vestal High School) を卒業して、ハーバード大学に進み、1981年に東洋言語文化学科を優等賞を得て卒業した。1981年、国費留学生として日本へ渡り、お茶の水女子大学大学院で日本文学の修士号を得、さらに博士課程に学んだ。
ダラムの研究の焦点のひとつは、歌舞伎などにおける悪婆（あくば）の描写であり、日本語と英語で関連する研究論文を発表したほか、歌舞伎作品の英語への翻訳も手がけた。また、歌舞伎の英語音声ガイドの作成にも関わった。
日本で大学教員となることを目指したダラムは、まず英語教員として東京経済大学助教授となった。次いで2003年に専修大学文学部に近世日本文学担当の助教授として採用され、後に教授へ昇進した。
晩年のダラムは母国に戻り、ニューヨーク州ノーウィッチに定住した。

## おもな業績

### 単著
- 身近な英誤表現 : between English and Japanese 1, 2. 研究社出版、1994年

### 翻訳
- Kabuki Plays On Stage, University of Hawai'i Press, Volume 3, Honolulu (2003) 所収
  - 於染久松色読販（おそめひさまつうきなのよみうり）
  - 切られお富（きられおとみ）＝ 処女翫浮名横櫛（むすめごのみうきなのよこぐし）- 与話情浮名横櫛の派生作品のひとつ
- Masterpieces of kabuki : eighteen plays on stage, University of Hawai'i Press, Volume 3, Honolulu (2004) 所収
  - 於染久松色読販（おそめひさまつうきなのよみうり）
  - 女書生繁（おんなしょせいしげる）＝ 富士額男女繁山（ふじびたいつくばのしげやま）
- An Edo Anthology, University of Hawai'i Press, Volume 3, Honolulu (2013) 所収
  - 春色梅児誉美（しゅんしょくうめごよみ）
  - 南総里見八犬伝（なんそうさとみはっけんでん）より、船虫のエピソード